# 大西清右衛門

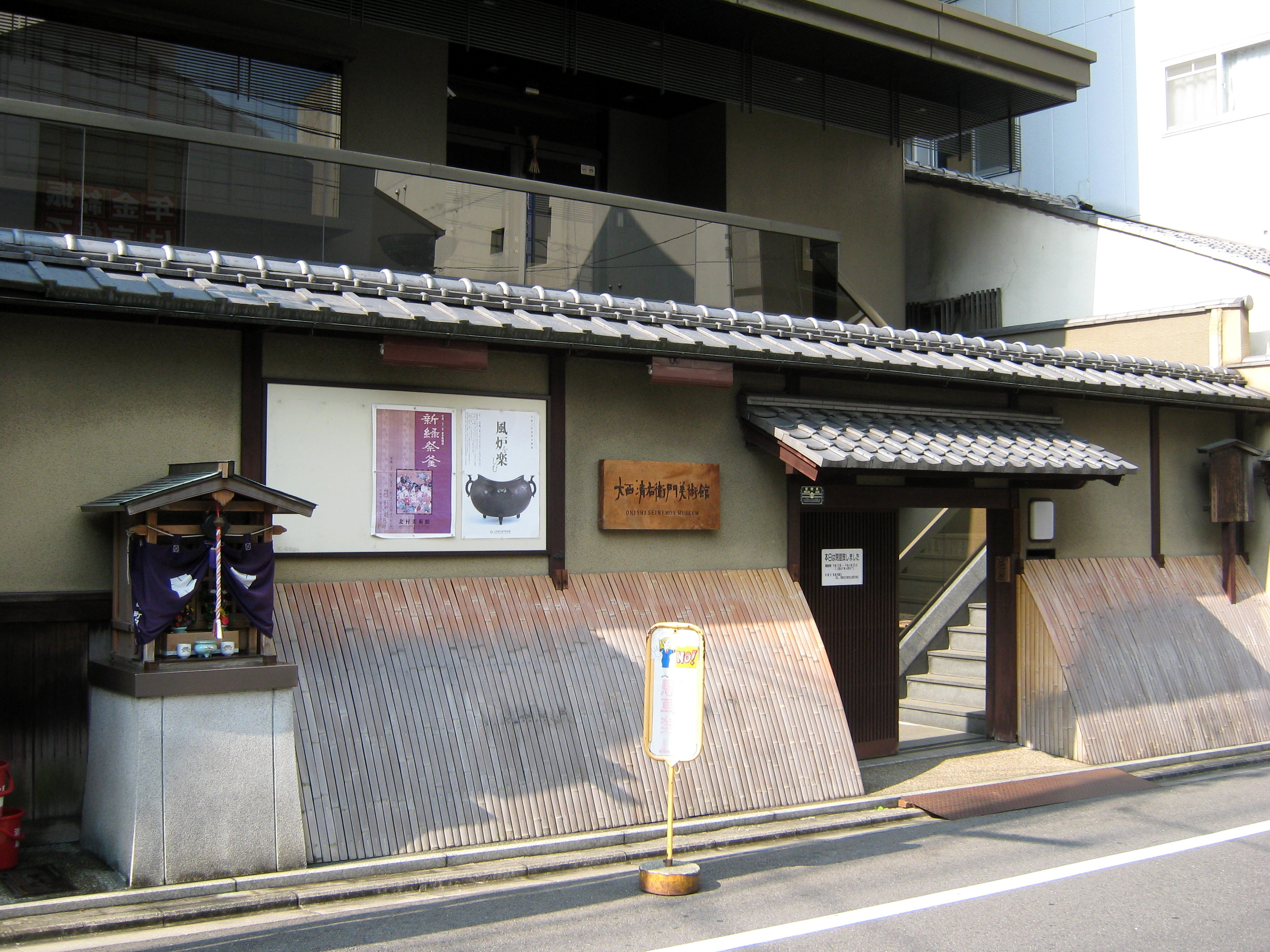
大西清右衛門美術館

大西 清右衛門（おおにし せいえもん）は、千家十職の釜師。大西家は、室町時代後期から400年以上続く京釜師の家。四代目当主が清右衛門をなのり、六代目以降九代目をのぞき、代々の当主は清右衛門という名を継いだ。京都市中京区の三条釜座（かまんざ）に工房があり、「大西清右衛門美術館」も併設されている。
現在は十六代清右衛門が当主。十五代の長男として京都に生まれ、大阪芸術大学美術学部彫金科卒業。父が隠居の後、1993年に十六代清右衛門を襲名した。
2023年、スペインのロエベ財団は、ロエベジャパン50周年の取り組みのひとつとして、大西清右衛門家への6年間に渡る活動支援を開始した。これに併せ、当代・清右衛門と次期後継者である子息の清太郎を写したドキュメンタリー映像を製作。写真家のココ・カピタンが撮影したポートレイトと共に、ロエベ財団が協賛するKYOTOGRAPHIE 2023において、2023年4月15日から5月14日まで大西清右衛門美術館、東福寺塔頭 光明院など複数個所で展示される。

## 大西家歴代
1. 浄林（1594年 - 1682年）：（五郎左衛門）
2. 浄清（1594年 - 1682年）：（五郎左衛門)　古田織部、小堀遠州らにつかえ、茶釜師としての大西家の基礎を確立した。
3. 浄玄（1630年 - 1684年）：（仁兵衛）
4. 浄頓（1645年 - 1700年）：（清右衛門）
5. 浄入（1647年 - 1716年）：（新兵衛）
6. 浄元（1689年 - 1762年）：古浄元（清右衛門）表千家中興の祖七代如心斎天然につかえ、家元好みの釜を多数つくった。
7. 浄玄（1720年 - 1783年）：くろ玄（清右衛門）
8. 浄本（1747年 - 1785年）：（清右衛門）
9. 浄元（1749年 - 1811年）：左兵衛浄元
10. 浄雪（1777年 - 1852年）：（清右衛門）表千家十代家元吸江斎のころの人。家元より｢弄鋳軒｣の軒号を受ける。名物釜を調査し、記録に残した。
11. 浄寿（1808年 - 1875年）：（清右衛門）
12. 浄典（1841年 - 1869年）：（清右衛門）
13. 浄長（1866年 - 1943年）：（清右衛門）
14. 浄中（1888年 - 1960年）：（清右衛門）
15. 浄心（1924年 - 2002年）：（清右衛門）
16. 当代　清右衛門（1961年 - ）[2]
17. 次代　清太郎（2007年 - ）[3]

## 参考図書
- 『茶の湯の釜』大西清右衛門(著)　淡交社　2004年　ISBN 4473031438